# Phayao Football Club
Phayao Football Club é um clube de futebol semi-profissional da Tailândia sediado em Phayao. Disputa atualmente a Division 2 North Region, correspondente à terceira divisão para os clubes do norte do país.